# Parallelia simillima
Parallelia simillima är en fjärilsart som beskrevs av Achille Guenée 1852. Parallelia simillima ingår i släktet Parallelia och familjen nattflyn. Inga underarter finns listade i Catalogue of Life.